# Оверејсел
Оверејсел (хол. Overijssel) је провинција у централној и источној Холандији. По подацима с краја 2009. провинција има 1.130.664 становника. Главни град Оверејсела је Зволе, иако је највећи град Енсхеде. Други већи градови су Алмело, Хенгело и Девентер. 
Провинција је добила име по реци Ејсел и значи „земља са друге стране реке Ејсел“. 